# 백업 파트너
백업 파트너(back-up partner)는 현재 관계가 실패하거나 예기치 않게 종료될 경우 잠재적인 낭만적/성적 파트너로 예상되는 사람이다. 백업 파트너를 유지하는 주요 목적은 다른 연인과 헤어진 후 혼자가 되고 가슴 아픈 일이 발생하지 않도록 하는 것이다.
"스페어 타이어 애인"이라는 의미의 애정비태(爱情备胎)라는 용어는 중국 인터넷에서 인기를 끌었다. 2014년 연구에 따르면 관계를 맺고 있는 페이스북 사용자는 필요한 경우 대체 관계가 될 수 있다고 생각하는 플라토닉 우정을 유지하기 위해 사이트를 자주 사용했으며, 남성이 여성보다 약 2배 높은 비율로 그러한 접촉을 했다.

## 같이 보기
- 프렌드 존